# جولیانا سیلوا
جولیانا سیلوا (انگلیسی: Juliana Silva) (زاده ۲۲ ژوئیه ۱۹۸۳) بازیکن والیبال ساحلی اهل برزیل است؛ که مدال طلا قهرمانی جهان ۲۰۱۱ را به دست آورده است.